# Luigi Casciello
Luigi Casciello detto Gigi (Benevento, 11 marzo 1963) è un politico e giornalista italiano.

## Biografia
Nato a Benevento, ma vive a Salerno; è sposato ed è padre di due figli.
Giornalista professionista dal 1991, è stato direttore dei quotidiani Roma, Il Giornale di Napoli, Il Mezzogiorno, Cronache del Mezzogiorno e Il Salernitano e del Periodico Nuova Città.
Iscritto a Forza Italia, alle elezioni amministrative del 1997 è stato eletto consigliere comunale di Salerno nella lista Forza Italia-Cristiani Democratici Uniti, rimanendo in carica fino al 2001.
Alle elezioni regionali in Campania del 2005 è candidato consigliere per la provincia di Salerno, ottenendo 3.004 preferenze, insufficienti per l'elezione.
Alle elezioni regionali in Campania del 2015 è ricandidato consigliere per la provincia di Salerno, ma le 4.447 preferenze conseguite non gli consentono di essere eletto.
Alle elezioni politiche del 2018 viene candidato ed eletto alla Camera dei Deputati nelle liste di Forza Italia nel collegio plurinominale Campania 2 - 03. Diventa poi consigliere politico di Mara Carfagna, ministro per il Sud nel Governo Draghi.
Il 28 luglio 2022, seguendo proprio Carfagna, abbandona Forza Italia, a seguito della decisione da parte del partito di non partecipare al voto di fiducia richiesto dal Governo Draghi al Senato il 20 luglio dello stesso anno. Aderisce quindi ad Azione.
Alle elezioni politiche del 2022 viene candidato al Senato da Azione - Italia Viva nel collegio uninominale Campania - 03 (Salerno), ma con il 5,66% termina in quarta posizione dietro ad Antonio Iannone del centrodestra (41,61%), Anna Petrone del centrosinistra (24,53%) e a Francesco Castiello del Movimento 5 Stelle (24,16%) e non è eletto.
Nel maggio del 2024, in occasione delle elezioni europee, viene candidato da Azione nella circoscrizione meridionale.
Successivamente aderisce a Noi Moderati, dove nel dicembre 2024 viene nominato coordinatore regionale per la Campania dal presidente del partito Maurizio Lupi.